# Neogobius pallasi
A Neogobius pallasi a sugarasúszójú halak (Actinopterygii) osztályának sügéralakúak (Perciformes) rendjébe, ezen belül a gébfélék (Gobiidae) családjába és a Benthophilinae alcsaládjába tartozó faj.

## Neve
A Neogobius pallasi gébfajt Peter Simon Pallas német zoológusról és botanikusról nevezték el.

## Előfordulása
A Neogobius pallasi Európában és Ázsiában is előfordul. Fő elterjedési területe a Kaszpi-tenger, de felúszik a Volga és a Moszkva folyókba is. Az Aral-tóba betelepítették.

## Megjelenése
Ez a hal legfeljebb 20 centiméter hosszú. Tarkója teljesen pikkelyezett. Egy hosszanti sorban 55-63 pikkely lehet. A fiatal halnak az első hátúszó, hátsó részén, egy fekete folt látható.

## Életmódja

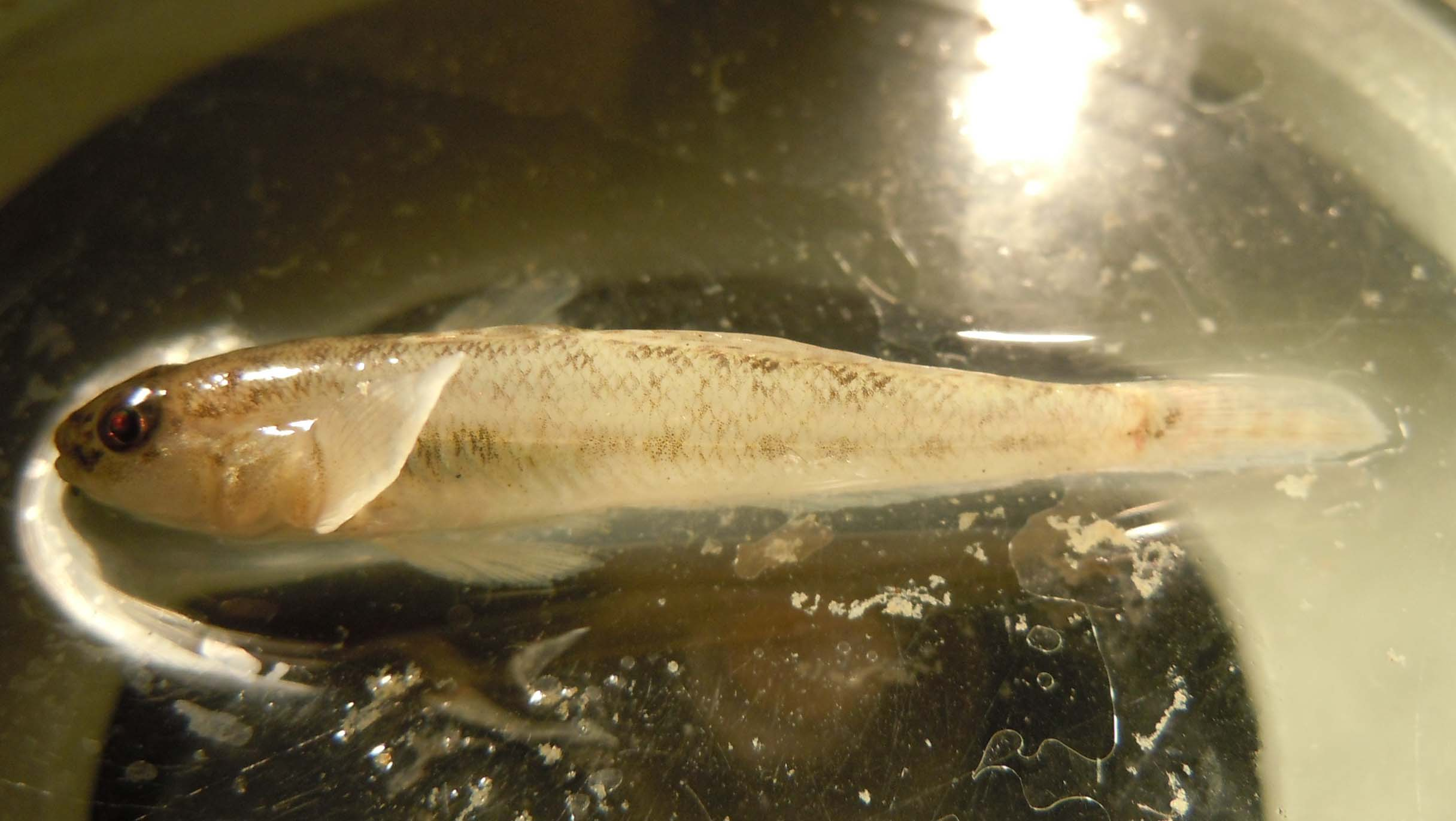
A Kaszpi-tenger északi részéből származó példány

Mérsékelt övi fenéklakó gébféle, amely egyaránt megél az édes- és brakkvízben is. A tavak, folyók iszapos és homokos fenekén él, ahol főleg gerinctelenekre (rákok és rovarlárvák), de kisebb halakra is vadászik.
Legfeljebb 3 évig él.

## Szaporodása
Az ivarérettséget 1, néhány példány esetében 2 évesen éri el.Az ívási időszaka április–szeptember között van. Ez idő alatt, a nőstény többször is ívhat. A ragadós ikrákat kövekre, elhagyott kagylóhéjakra és vízinövényekre rakja le. A hím őrzi és gondozza az ikrákat, amíg az ivadékok ki nem kelnek.

## Felhasználása
Halászatilag a Neogobius pallasi a legértékesebb gébféle, a Kaszpi-tenger környékén.